# Зграда машинско-електротехничког школског центра у Суботици
Зграда машинско-електротехничког школског центра у Суботици, изграђена је 1912/1913. године по пројекту Изидора Штрасбургера (Strassburger Izidor), као репрезентативна зграда намењена потребама државе, у којој је била смештена централа државне железнице. Зграда представља непокретно културно добро као споменик културе.

## Архитектура
По габариту је слична осталим грађевинама у граду сличне намене (гимназија, касарна, зграда некадашњег суда). Грађен је у стилу бечке сецесије уз компилацију елемената ранијих стилова, првенствено барока, којим је архитекта испунио жељу инвеститора дајући објекту репрезентативан изглед, као двоспратни, самостојећи објекат, основе у облику слова „Е” извучен на регулациону линију улице и својим положајем формира део Трга Лазара Нешића. Репрезентативности објекта доприноси централни плитки ризалит на прочељу конципиран елементима барока, који у кровној зони завршава куполама и централним мансардним кровом. Између купола је централна атика са грбом железничара маркиран са два плитка пиластра који завршавају стилизираним ликом „пана”- мотив који се често јавља на објекту.
Грађевина је извучена по хоризонтали са наглашеним балустрадама испод прозора које се протежу дуж целог прочеља, а јављају се и на бочним крилима. Заобљени углови вертикално доминирају и завршавају се куполом испред које је сецесијска атика подржавана са два плитка пиластра са капителима у облику „пана”. У приземљу је фасада обрађена фугама хоризонталне поделе и отворима равног завршетка који теку у ритмичком низу. По истој оси јављају се идентични отвори на првом и другом спрату сецесијске поделе окана. На првом спрату су балкони са декоративним жељезним држачима за цвеће. У кровној зони, бочно од улаза, с једне и друге стране су по две мање сецесијске атике, са централно постављеним прозором чији облик прати линију атике и има „Т” поделу окана. Зидна пластика је сведена на поља око отвора, а нешто је израженија у атикама код којих линију косина прате пластични испусти у виду правилног низа. У поткровљу је низ конзола које се јављају и на заобљеним угловима испод самих бочних атика.
Дворишна фасада са два бочна тракта је једноставније обраде на којима се понављају исти отвори који теку у ритмичком низу, а понегде се појављују и појединачно. Кров је сложен, прекривен бибер црепом са отворима за проветравање, а са дворишне стране је разиграних линија.
Данас је у објекту смештена машинска, електротехничка и саобраћајна средња школа, а 2004/05. године замењени су сви спољашњи прозори на објекту новим једноструким, истог облика.